# CD151
CD151 — мембранный белок, гликопротеин из надсемейства тетраспанинов, продукт гена человека TSPAN24. Белок определяет группу крови системы RAPH.

## Тканевая специфичность
Синтезируется многими тканями, включая сосудистый эндотелий и эпидермис. Расположен на эритроидных клетках, причём в большей степени на менее зрелых клетках, чем на зрелых эритроцитах.

## Функция
Играет ключевую роль в правильном формировании гломерулярной и тубулярной базальной мембраны в почках.
Участвует во многих клеточных процессах, включая клеточную адгезию, регулирует транспорт и функции интегринов. Экспрессия белка играет роль в подвижности и метастазировании раковых клеток.

## Группа крови RAPH
Белок CD151 определяет антиген MER2, или RAPH1, группу крови системы RAPH. 92% европейской популяции является MER2-позитивной, а 8% — MER2-отрицательной.

## Структура
CD151 состоит из 253 аминокислот, молекулярная масса — 28,3 кДа. Оба N- и C-концевые участки локализуются в цитоплазме, содержит 4 трансмембранных фрагмента с 4 участками S-пальмитоилирования по остатку цистеина, внеклеточные фрагменты включают 1 участок N-гликозилирования.
Связывается с CD46, CD9 и CD181. Взаимодействует с интегринами VLA-3 (α3β1), VLA-6 (α6β1) и α6β4.

## См.также
- Тетраспанины
- Кластер дифференцировки